# Kazimierz Habicht
Kazimierz Marian Habicht de Eberhard (ur. 4 grudnia 1868 w Odporyszowie, zm. 27 lipca 1943 w Krakowie) – doktor medycyny, tytularny generał brygady Wojska Polskiego.

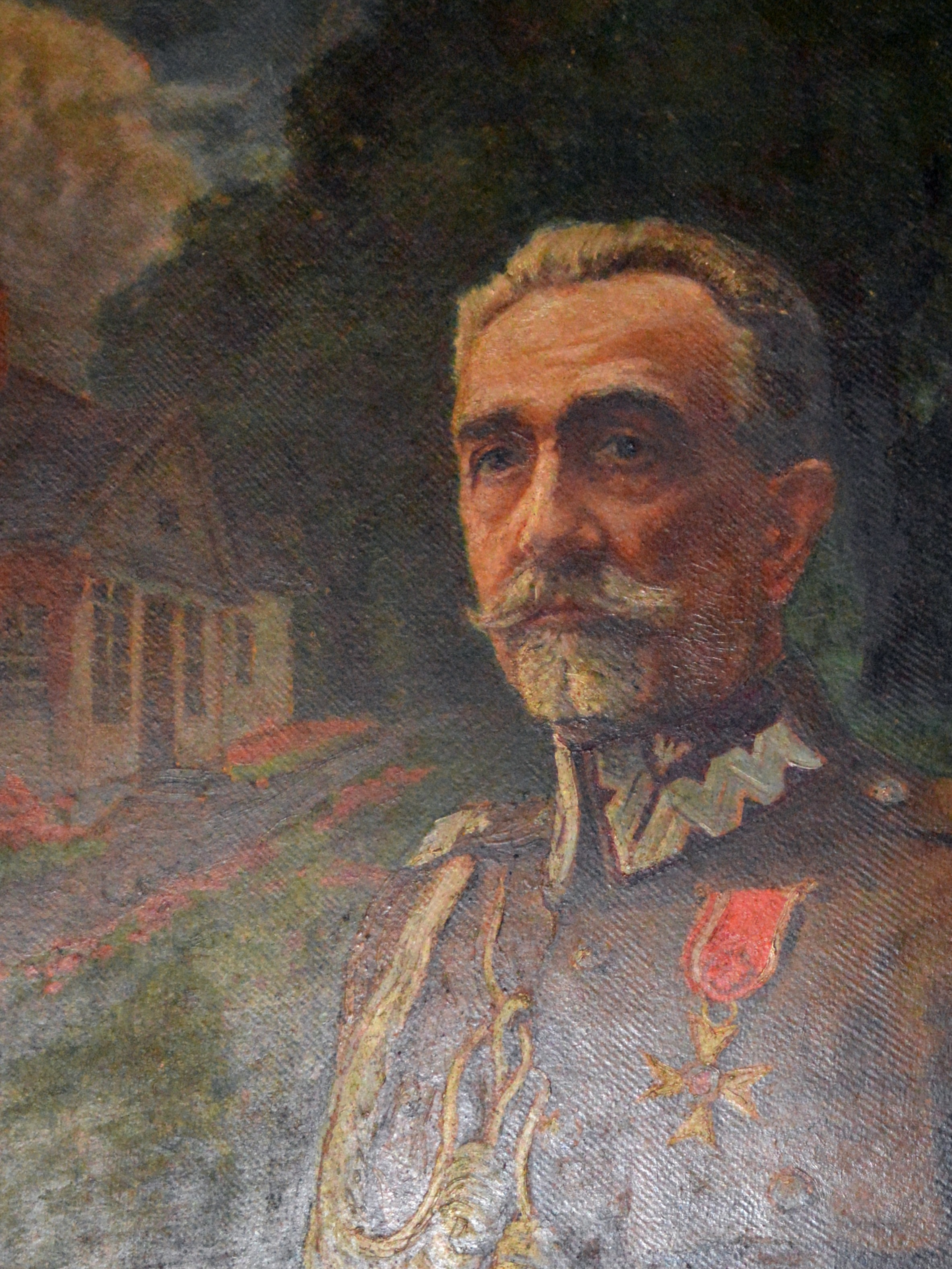
Kazimierz Habicht w stroju generalskim

## Życiorys
Był synem Wilhelma (1833–1898, powstaniec styczniowy, zarządca dóbr ziemskich hrabstwa Tarnowskiego) i Wandy z domu Fihauser. Miał brata Ernesta (1874–195, prawnik, dyplomata), pochodzącego z niemieckiego Księstwa Anhalt i siostrę Władysławę (1867–1963, emancypantka i działaczka społeczna). Ukończył gimnazjum męskie w Tarnowie i Wydział Lekarski Uniwersytetu Jagiellońskiego. Od 1 kwietnia 1892, jako lekarz wojskowy służył w cesarskiej i królewskiej armii. W 1904 przeszedł w stan spoczynku i rozpoczął praktykę lekarską w Krakowie. W 1914 został powołany do służby czynnej i wziął udział w I wojnie światowej.
W WP od 15 maja 1919. Początkowo pełnił służbę w Szpitalu Ujazdowskim w Warszawie, następnie w Polskiej Wojskowej Misji Zakupów w Paryżu. Od 4 listopada 1920 był członkiem Komisji Rozjemczej w Mińsku, później był w składzie polskiej delegacji pokojowej prowadzącej pertraktacje w Rydze. Następnie służył w Departamencie III Ministerstwa Spraw Wojskowych. Później przeniesiony do Szkoły Inwalidów Wojskowych w Krakowie, następnie w latach 1923–24 w Szpitalu Okręgowym nr 5 w Krakowie. 
Z dniem 1 lipca 1924 został przemianowany na oficera zawodowego w stopniu pułkownika ze starszeństwem z dniem 1 lipca 1919 i 2. lokatą w korpusie oficerów sanitarnych, grupa lekarzy. 16 marca 1925 Prezydent RP Stanisław Wojciechowski nadał mu stopień generała brygady „wyłącznie z prawem do tytułu” z dniem 31 maja 1925, czyli dniem przeniesienia w stan spoczynku.
Prowadził praktykę lekarską w Krakowie. Żonaty z Adą z Jakeszów, miał dzieci: Kazimierza, Mieczysława i Wandę Teresę. Pochowany na cmentarzu Rakowickim w Krakowie.

## Awanse
- porucznik – 1894,
- młodszy kapitan lekarz – 1898,
- starszy kapitan lekarz – 1902,
- major – 1917,
- podpułkownik – 1919 (WP),
- pułkownik – 1920 (WP),
- tytularny generał brygady – z dniem 31 maja 1925 (WP).

## Ordery i odznaczenia
- Krzyż Komandorski Orderu Odrodzenia Polski
- Krzyż Oficerski Orderu Odrodzenia Polski (2 maja 1922)[7][8]